# تشيناي إكسبريس
تشيناي إكسبريس (بالإنجليزية: Chennai Express)‏ هو فيلم حركة أُصدر في الهند سنة 2013. الفيلم من إخراج روهيت شيتي وبطولة شاروخان وديبيكا بادكون.

## طاقم التمثيل
- ديبيكا بادكون
- شاه روخان
- كاميني كوشال
- ليخ تاندون
- موكيش تيواري
- برياماني